# Брамбах, Вильгельм
Вильгельм Брамбах (нем. Wilhelm Brambach; 17 декабря 1841, Бонн — 26 февраля 1932, Карлсруэ) — немецкий филолог, историк музыки и библиотекарь.

## Биография
Вильгельм Брамбах был сыном умершего в 1890 году настройщика и органного мастера Франца Якоба Брамбаха (Franz Jacob Brambach) и братом хормейстера и композитора Каспара Йозефа Брамбаха (Caspar Joseph Brambach). После получения аттестата зрелости изучал в Боннском университете филологию у Фридриха Ричля, а также музыковедение у Генриха Брайденштайна (Heinrich Breidenstein). В 1864 году получил докторскую степень с диссертацией по римской истории консульского периода.
В 1862—1866 гг. работал ассистентом в библиотеке (Universitäts- und Landesbibliothek Bonn) Боннского университета, затем занял должность главного библиотекаря Университетской библиотеки Фрайбурга (Universitätsbibliothek Freiburg). В самом университете Фрайбурга преподавал классическую филологию как экстраординарный, а с 1868 года как ординарный профессор. В 1872 году сменил Иоганна Кристофа Дёлля во главе Баденской придворной и земельной библиотеки (ныне Баденская научная университетская земельная библиотека. В 1904 году вышел на пенсию, но до 1921 года оставался руководителем кабинета нумизматики земельной библиотеки. Учёный скончался 26 февраля 1932 года в 90-летнем возрасте в Карлсруэ.

## Направления научной деятельности
Филологические исследования Брамбаха концентрировались преимущественно в областях эпиграфики, ритмике стихосложение, а также орфографии. Как историк музыки он известен исследованием музыкальных рукописей средневекового монастыря Райхенау, хранившихся в фондах земельной библиотеки и интересных с точки зрения истории церковного пения. Эти исследования явились ценным вкладом в знание средневековых музыкальных трактатов, в частности теоретика музыки Берно из Райхенау, теоретика музыки и сочинителя Германа из Райхенау, а также церковной музыки хорала, особенно григорианского пения.
Как библиотечный руководитель, опираясь на собственный опыт, Брамбах требовал узаконить самостоятельность профессии библиотекаря, считая, что профессии библиотекаря и учителя являются несовместимыми. В Карлсруэ Брамбах реорганизовал Баденскую придворную и земельную библиотеку с тем, чтобы она стала общедоступной. Библиотека стала государственной и вошла в подчинение Министерства внутренних дел. Брамбах организовывал переезд библиотеки в новое здание и позаботился о современном порядке использования её фондов. С его именем связаны печатавшиеся с 1875 года библиотечные каталоги.

## Некоторые труды
- Wilhelm Brambach: Corpus inscriptionum Rhenanarum. Praefatus est Fridericus Ritschelius. Friderichs, Elberfeld 1867 (Оцифровка). (нем.).
- Wilhelm Brambach: Die Reichenauer Sängerschule. Beiträge zur Geschichte der Gelehrsamkeit und zur Kenntniss mittelalterlicher Musikhandschriften. Harrassowitz, Leipzig 1888 (Оцифровка университетской библиотеки Дюссельдорфа). (нем.).